# Budova Muzea umění Olomouc
Budova Muzea umění Olomouc je od roku 1989 sídlem Muzea umění Olomouc. Je zaměřeno na umění od počátku 20. století do současnosti. Jde o bývalý  Donathův společenský dům  z  počátku 20. století, který byl postupně rekonstruován pro výstavní a kulturní činnost této instituce, její provozní a technické zázemí. Stavba podle projektu architekta Jaroslava Kováře st. představuje osobitou syntézu neoklasicismu vídeňské provenience a s kubizujícími prvky. Roku 1991 byla prohlášena nemovitou kulturní památkou České republiky.

## Historie
První budova na tomto místě byla vystavěna v roce 1246, Martin Pokora tam zřídil útulek pro malomocné, který byl koncem 14. století přeměněn ve špitál, který byl nejstarším v Olomouci. V roce 1785 byl tento špitál zrušen a v objektu začal sídlit výchovný ústav pro vojenské syny, arcibiskupský seminář a mezi lety 1787 a 1825 také tkalcovna. 
V roce 1843 byly stavby na tomto místě zbořeny a na jejich místě byl vystavěn soubor budov určených pro trestnici okresního soudu. Tato trestnice byla v roce 1901 zrušena a v roce 1903 budova prodána městu. To ji v roce 1915 prodalo rodině Donathových, kteří ji mezi lety 1915 a 1920 zásadně přestavěli, aby sloužila obytným účelům a k výrobě lihových nápojů. Přestavbu podle projektu architekta Jaroslava Kováře st. zahájila olomoucká firma Richard Kny&Josef Eis, ale v březnu 1916 převzal realizaci stavitel Franz Langer. Uliční křídlo bylo zvýšeno o patro a opatřeno mansardovou střechou s věžičkou. Budova dostala podobu neoklasicistního paláce. Autorem sochařské výzdoby průčelí byl mnichovský sochař Moritz Lau.
Stavební úpravy paláce pokračovaly po první světové válce. Autorem projektu na úpravu středního traktu byl  inženýr Emil Kugel, který s Maxem Donathem vedl stavební firmu. V roce 1926 bylo v budově otevřeno varieté s tanečním sálem a na místě zrušené zahrady Radio bar i kino Central. Část horního podlaží zadního křídla byla upravena na bytovou jednotku. 
Po německé okupaci v roce 1939 velká část rodiny Donathových, která byla židovského původu, odešla do emigrace. V období protektorátu byla nemovitost arizována a okupační správa v ní nadále provozovala biograf, varieté a bar.  Po válce byla vrácena přeživším členům rodiny, kteří však po roce 1947 odešli do USA, resp. Izraele. K dalším změnám vlastníků došlo v souvislosti se znárodňováním po únoru 1948. Radiobar byl uzavřen v roce 1950 a jeho místnosti adaptovány na kanceláře, kde se v průběhu následujících let vystřídalo několik podniků. Roku 1956 získala celou nemovitost Krajská správa spojů v Olomouci, která areál vlastnila až do roku 1989. Znárodněné kino Central bylo až do roku 1989 v provozu pod názvem Moskva. V roce 1968 bylo v prostorách bývalého varieté, upravených podle návrhu architekta Jiřího Procházky, otevřeno Divadlo hudby. Zbývající prostory byly využívány k různým účelům 
V roce 1989 tuto budovu získalo a od té doby užívá Muzeum umění Olomouc. Počátkem devadesátých let proběhla rozsáhlá přestavba, během níž vznikla novostavba křídla ve dvorním traktu a v uličním křídle byl provedeny úpravy hlavního vchodu a sálů. Na dalších etapách rekonstrukce se od roku 1993 projekčně podílel pražský architekt Michal Sborwitz.  Postupně byly upraveny výstavní prostory, zpřístupněno nejvyšší patro uličního křídla v mansardě a vyhlídková věžička. V roce 1996 byl otevřen největší výstavní sál Trojlodí se sousední terasou. V roce 2001 bylo do původního stavu obnoveno průčelí budovy. V roce 2005 skončil provoz kina Central. V roce 2020 byla zahájena rekonstrukce prostor ve dvorním traktu.  V únoru 2024 byl jako 1. etapa po  rekonstrukcí na multifunkční prostor  otevřen velký sál.  

## Popis

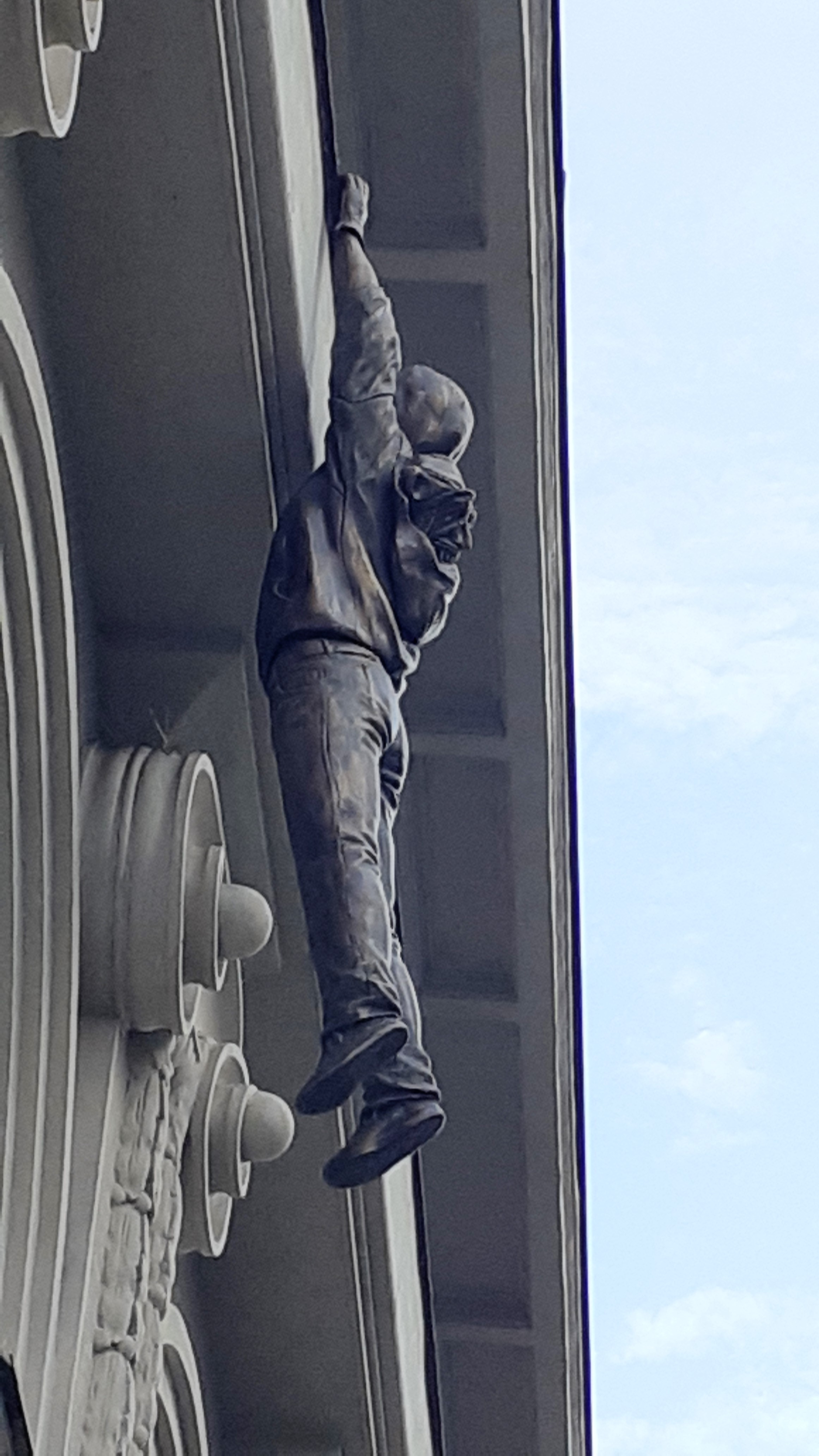
Socha Lupiče od Davida Černého

Muzeum je situováno v historickém centru města na rozhraní Denisovy ulice a náměstí Republiky. V jeho sousedství se nachází areál Vlastivědného muzea, na protější straně pak barokní chrám Panny Marie Sněžné.  Areál muzea  se skládá z mohutného čtyřkřídlého objektu, dvou nádvoří a dvou parkánových hradebních ploch. Hlavní budova s plasticky komponovanou fasádou obrácenou do ulice je zakončena mansardovou střechou s vyhlídkovou věžičkou. Na hlavní objekt kolmo navazují jednoduchá dvorní křídla směrem k městským k hradbám.                               
Hlavní uliční křídlo o délce téměř 60 metrů má dvě podlaží o deseti okenních osách.  Nad velkými obdélnými okny v přízemí jsou symetricky umístěna půlkruhová okna s dělicími příčkami. Fasáda je členěna stylizovanými jónskými sloupy. Výrazná římsa nad okny odděluje půdní patro s řadou oválných a šestihranných oken. Horní okraj fasády tvoří korunní římsa, která v hlavní ose nese plochý štít s písmeny MUO, odkazujícími na název domovské instituce. Po stranách štítu jsou umístěny velké kamenné vázy. 
Fasáda po obou stranách vstupního portálu je zdobena  figurálními reliéfy s motivy čerpajícími námětově z minulosti objektu, pod okny 1 . patra jsou stylizované maskarony - personifikace čtyř ročních dob, na šambráně okna pod korunní římsou je maska projektanta. V roce 2017 byla na průčelí muzea umístěna socha výtvarníka Davida Černého. Kinetická socha Lupiče, který se snaží utéct s plastikou Karla Nepraše v batohu, je zavěšena na římse  ve výšce 8 metrů. 
V přízemí uličního křídla je umístěna vstupní hala muzea umění s vrátnicí, šatnou a prodejnou tiskovin. O patro výš následuje foyer před dvěma sály pro krátkodobé výstavy - Kabinetem a Salónem, před koncertním a přednáškovým Besedním sálem a před kavárnou spojenou zimní zahradou s terasou. V dalších dvou podlažích jsou expoziční místnosti. Ve 2. patře a v podkroví je instalována stálá expozice Století relativity, která se věnuje vývoji moderní výtvarné kultury od konce 19. století až do dneška. Z foyeru se vstupuje i do největšího výstavního sálu  s vysokým klasicistním krovem. Jeho název Trojlodí odkazuje na někdejší kostelík sv. Ducha, který kdysi stával v těchto místech.  Z podkroví budovy je možno vystoupit na vyhlídku do prosklené vížky, odkud se naskýtá zajímavý pohled na historické centrum města.